# Piliscsév megállóhely
A Piliscsév megállóhely egy Komárom-Esztergom vármegyei vasúti megállóhely, melyet a Magyar Államvasutak Zrt. (MÁV) üzemeltet a Budapest–Esztergom-vasútvonalon, Piliscsév külterületén. Korábbi elnevezése Csév megállóhely volt.
Áthaladó vasútvonal:
- Budapest–Esztergom-vasútvonal (2)

## Leírása
A megállóhelyet egy enyhe pályaívben képezték ki a vasútvonal eredetileg egyvágányú szakaszán. Noha közvetlenül a 11 125-ös számú mellékút (a piliscsévi bekötőút) vasúti keresztezése mellett helyezkedik el, így is hátránya, hogy mintegy három kilométerre található a település központjától.

## Forgalom
| Járat | Útvonal | Gyakoriság                                  |
| ----- | --- | ------------------------------------------- |
| S72   | Budapest-Nyugati – Rákosrendező – Angyalföld – Újpest – Aquincum – Óbuda – Aranyvölgy – Üröm – Solymár – Szélhegy – Vörösvárbánya – Pilisvörösvár – Szabadságliget – Klotildliget – Piliscsaba – Magdolnavölgy – Pilisjászfalu – Piliscsév – Leányvár – Dorog – Esztergom-Kertváros – Esztergom | Hajnalban 30 percenként, késő este óránként |
| Z72   | Budapest-Nyugati – Angyalföld – Újpest – Aquincum – Solymár – Pilisvörösvár – Piliscsaba (– Magdolnavölgy) – Pilisjászfalu – Piliscsév – Leányvár – Dorog – Esztergom-Kertváros – Esztergom | Hétköznap óránként                          |
| Z72   | Budapest-Nyugati → Angyalföld → Újpest → Aquincum → Aranyvölgy → Solymár → Pilisvörösvár → Piliscsaba → Pilisjászfalu → Piliscsév → Leányvár → Dorog → Esztergom-Kertváros → Esztergom | Hétköznap reggel 1 Esztergom felé           |
| Z72   | Budapest-Nyugati – Rákosrendező (– Vasútmúzeum) – Angyalföld – Újpest – Aquincum – Solymár – Pilisvörösvár – Piliscsaba (– Magdolnavölgy) – Pilisjászfalu – Piliscsév – Leányvár – Dorog – Esztergom-Kertváros – Esztergom                                                                      | Hétvégén óránként                           |